# Alekseï Tcherepanov
Alekseï Andreïevitch Tcherepanov (en russe : Алексей Андреевич Черепанов, et en anglais : Alexei Cherepanov, né le 15 janvier 1989 dans le village d'Ozerki (kraï de l'Altaï), en Union soviétique — mort le 13 octobre 2008 à Tchekhov) est un joueur russe de hockey sur glace qui évolue au poste d'aile droite au début des années 2000. Il meurt seulement deux ans après avoir débuté professionnellement le hockey, d'une crise cardiaque au cours d'une rencontre dans la Ligue continentale de hockey.

## Biographie

### Carrière en club
Alekseï Andreïevitch Tcherepanov est le fils de Andreï et Margarita Tcherepanov. Formé à l'école de glace du Motor Barnaoul, il rejoint, en compagnie de son coéquipier Andreï Kolesnikov, le club de l'Avangard Omsk. À l'âge de 15 et de 16 ans, il joue ses premiers matchs pour l'équipe réserve de l'Avangard en troisième division russe, la Pervaïa liga. Il évolue parallèlement dans le championnat junior russe où il inscrit soixante-et-un points en trente-trois matches, dont trente-trois buts. Son équipe termine à la deuxième place du classement de la saison régulière et lors du tournoi final, elle se classe troisième. En sept matchs joués, Tcherepanov est le meilleur pointeur du tournoi final avec dix buts et quatre passes décisives.
L'année suivante, il fait le saut dans la ligue élite russe. Il produit vingt-neuf points en quarante-sept matches. Il bat le record pour le nombre de buts pour un joueur de moins de 18 ans en inscrivant dix-huit buts en élite russe. Il dépasse d'une réalisation Pavel Boure lors de sa première saison en 1988-1989. De plus, son total de vingt-neuf points est meilleur que ceux d'Ilia Kovaltchouk, d'Ievgueni Malkine et d'Aleksandr Ovetchkine au même âge.
Celui qui est attendu comme un des cinq premiers joueurs du repêchage d'entrée dans la Ligue nationale de hockey doit patienter jusqu'au 17e rang de la première ronde où les Rangers de New York lui font confiance, Patrick Kane étant le premier choix cette année. Tcherepanov est le premier joueur Russe repêché.
Le 13 octobre 2008, Tcherepanov est victime d'un arrêt cardiaque sur le banc de son équipe lors du troisième tiers d'un match de la Ligue continentale de hockey contre le Vitiaz Tchekhov. Il meurt quelques minutes plus tard à l'âge de 19 ans. Il apparaît lors de l'enquête que les secours ont mis douze minutes à arriver et que la batterie du défibrillateur était déchargée. En plus d'être atteint de myocardite, il apparaît également que Tcherepanov pratiquait le dopage sanguin depuis plusieurs mois. En hommage à Tcherepanov l'équipe décide de retirer son numéro 7 et de l'accrocher au plafond de la Omsk Arena.

### Carrière internationale
Il a représenté la Russie en sélection jeunes. Il connaît un très bon championnat du monde junior 2007 et permet à la Russie de jouer la finale. Toutefois, cet effort collectif se termine par une défaite contre de l'équipe canadienne. Il est cependant nommé dans la première équipe d'étoiles en compagnie du gardien Carey Price, des défenseurs Kristopher Letang et Erik Johnson et des attaquants Jonathan Toews et Patrick Kane. Par contre, sa performance lors du championnat du monde des moins de 18 ans est moins bonne.
Il participe également à la Super Série 2007, pour rendre hommage à la Série du siècle de 1972.

## Trophées et honneurs personnels
Superliga
- 2007 : participe au Match des étoiles avec l'équipe est.

## Statistiques

### Statistiques en club
| Saison    | Équipe          | Ligue        |    | Saison régulière | Saison régulière | Saison régulière | Saison régulière | Saison régulière |   | Séries éliminatoires | Séries éliminatoires | Séries éliminatoires | Séries éliminatoires | Séries éliminatoires |
| Saison    | Équipe          | Ligue        | PJ | B                | A                | Pts              | Pun              | PJ               | B | A                    | Pts                  | Pun                  |                      |                      |
| 2005-2006 | Avangard Omsk   | Junior       | 28 | 31               | 30               | 61               | 34               |                  |   |                      |                      |                      |                      |                      |
| 2005-2006 | Avangard Omsk 2 | Pervaïa liga | 5  | 2                | 0                | 2                | 2                |                  |   |                      |                      |                      |                      |                      |
| 2006-2007 | Avangard Omsk 2 | Pervaïa liga | 3  | 1                | 0                | 1                | 0                |                  |   |                      |                      |                      |                      |                      |
| 2006-2007 | Avangard Omsk   | Superliga    | 46 | 18               | 11               | 29               | 45               | 10               | 3 | 5                    | 8                    | 0                    |                      |                      |
| 2007-2008 | Avangard Omsk   | Superliga    | 46 | 15               | 13               | 28               | 12               | 4                | 2 | 1                    | 3                    | 0                    |                      |                      |
| 2008-2009 | Avangard Omsk   | KHL          | 15 | 8                | 5                | 13               | 4                | -                | - | -                    | -                    | -                    |                      |                      |

### Statistiques en équipe nationale
| Saison                | Équipe                | Compétition                 |    | PJ | B | A  | Pts | Pun | +/-                |  | Résultats |
| 2007                  | Russie -18            | Championnat du monde -18    | 7  | 5  | 3 | 8  | 6   | 0   | Médaille d'or      |  |           |
| 2007                  | Russie junior         | Championnat du monde junior | 6  | 5  | 3 | 8  | 2   | +2  | Médaille d'argent  |  |           |
| 2008                  | Russie junior         | Championnat du monde junior | 6  | 3  | 3 | 6  | 2   | +3  | Médaille de bronze |  |           |
| Totaux internationaux | Totaux internationaux | Totaux internationaux       | 19 | 13 | 9 | 22 | 10  | +5  |                    |  |           |